# Pia Klemp

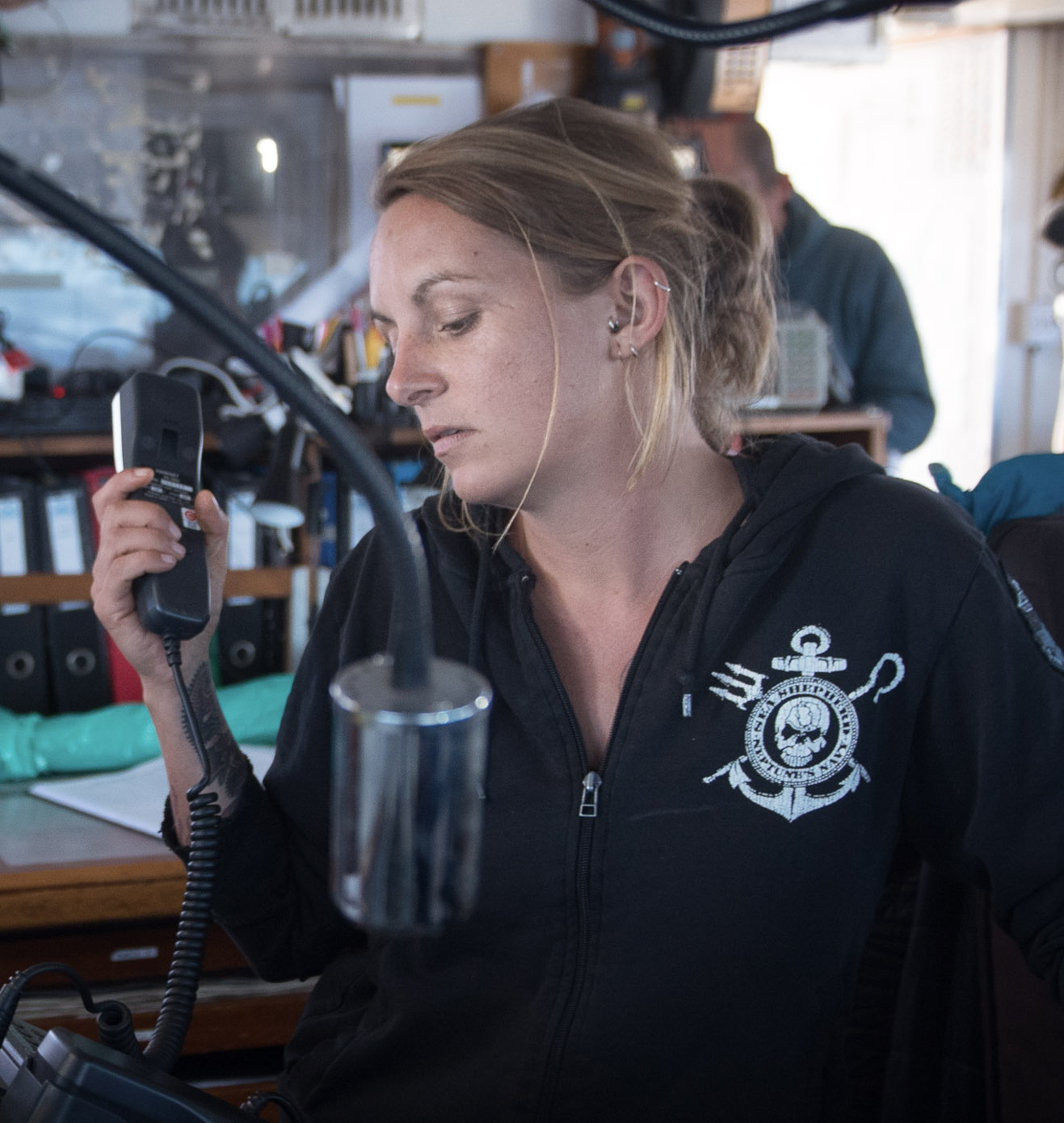

Pia Klemp, née le 10 octobre 1983 à Bonn, est une biologiste allemande, capitaine de navire, militante pour les droits humains, la conservation de l'environnement, le bien-être animal, et écrivaine. Elle acquiert sa notoriété en devenant capitaine des navires de sauvetage en Méditerranée Iuventa et Sea-Watch 3, action pour laquelle elle est actuellement poursuivie par la justice italienne.

## Biographie
Pia Klemp étudie la biologie et s'intéresse à des projets de conservation de la nature en Indonésie, avant de travailler pendant 6 ans pour Sea Shepherd,, une ONG vouée à la protection des écosystèmes marins et de la biodiversité. Pia Klemp milite pour le bien-être animal en lien avec la dignité humaine et le respect de l'environnement. Elle est écologiste et végane.
À partir de 2015, elle s’implique dans le sauvetage des réfugiés en Méditerranée,, en tant que capitaine du Sea-Watch 3 et du Iuventa. Selon Pia Klemp, le Iuventa aurait sauvé 14 000 personnes de la mort en un an.
Le 18 août 2020, elle est le capitaine du Louise Michel (« en hommage à la féministe anarchiste française » Louise Michel), un navire de sauvetage battant pavillon allemand et financé par l'artiste Banksy. L'information n'est publiée par The Guardian qu'après un premier sauvetage de 89 personnes. Le navire demande un port de débarquement après un deuxième sauvetage qui fait monter à 219 le nombre de réfugiés à bord.

## Poursuites judiciaires
En août 2017, le Iuventa (ou Juventa) de l'ONG Jugend Rettet, commandé par Pia Klemp, est immobilisé par les autorités italiennes dans le port de Lampedusa,. L’État italien veut poursuivre Pia Klemp et des ONG de secours en mer, les accusant d'avoir favorisé l’immigration illégale. Ces allégations sont fausses selon une équipe d'océanographie médico-légale de la Goldsmiths University de Londres,.
Avec dix autres personnes qui ont aussi travaillé à bord du Iuventa, elle risque une peine de 20 ans d'emprisonnement ou une amende de 15 000 euros par personne sauvée,,. Une pétition virale demande son acquittement et témoigne d'un large mouvement international de soutien,. Mais comme Carola Rackete, arrêtée puis libérée par la justice italienne pour avoir débarqué des migrants à Lampedusa, Pia Klemp est l'objet en Italie d'insultes sexistes.

## Distinctions
- 2019 : 
  - Prix des femmes Clara Zetkin (de)[1]
  - Prix Paul Grüninger (décerné à l'équipage du Iuventa)[19]
  - La maire de Paris Anne Hidalgo propose de remettre la médaille Grand Vermeil, la plus haute distinction de la Ville de Paris, aux deux capitaines du bateau Sea-Watch 3, Carola Rackete et Pia Klemp, pour réaffirmer son « soutien aux femmes et hommes qui œuvrent au sauvetage des migrants au quotidien »[20],[21]. Pia Klemp refuse cette médaille pour exprimer son désaccord avec la politique migratoire menée à Paris[22],[23].

## Œuvre

### Œuvre traduite en français
- Les vivants, les morts et les marins (trad. Céline Maurice), dl 2020 (ISBN 978-2-265-15532-9 et 2-265-15532-2, OCLC 1249525354, lire en ligne)

### Œuvre en allemand
- Die Schrecklichen, MaroVerlag, 2023.

- Wutschrift – Wände einreißen, anstatt sie hochzugehen, Penguin, Munich, 2022.

- Entlarvung, Ventil Verlag, 2021.

- Lass uns mit den Toten tanzen, MaroVerlag, 2019.

- Allmende und Schrebergarten, Edition Contra-Bass, 2018.